# Elena Poirier
Elena Rut Poirier Fica (Gorbea, 22 de septiembre de 1921-Roma, 28 de noviembre de 1998) fue la primera ilustradora chilena.

## Biografía
Hija de inmigrante francés, Auguste-Jean Poirier, y madre chilena, Berta Fica, Elena se especializó en grabados para cuentos infantiles. Su principal trabajo en Chile fue en la Editorial Zig-Zag, como asimismo en las revistas El Peneca y Simbad.
En 1941 participó en el acta de constitución de la Alianza de Dibujantes de Chile, que firmó junto a las ilustradoras Ester Cosani, Carmen Eysaud y Elizabeth Wilkens. En 1952 ganó el primer premio en la exposición anual realizada por dicha institución. Tres años más tarde obtuvo el primer lugar en la Exposición del Círculo de Dibujantes Periodísticos de Chile, volviendo a conseguir dicho galardón al año siguiente.

## Exposiciones
Exposiciones en las que colaboró Elena Poirier:
| Año  | Exposición                                                         |
| 1952 | Exposición de la Alianza de Dibujantes de Chile                    |
| 1955 | Congreso Mundial de la Prensa de París                             |
| 1955 | Exposición del Círculo de Dibujantes Periodísticos de Chile        |
| 1956 | Exposición del Círculo de Dibujantes Periodísticos de Chile        |
| 1957 | «Dibujos de Elena Poirier» en el Instituto de la Cultura Hispánica |